# 이치바타 전기철도
이치바타 전기철도(一畑電気鉄道, 영어: Ichibata Electric Railroad)는 일본의 교통 회사이다. 시마네현 동부를 중심으로 운영하고 있으며, 이치하타 그룹의 각 회사를 통괄하는 사업 지주 회사이다. 직영사업으로는 부동산업 등을 전개하고 있다. 회사명은 이즈모시에 있는 이치바타지의 참배자 수송을 목적으로 한 철도를 계획한 것에서 유래하고 있다.
직영사업으로는 시마네현립 고대 이즈모 역사박물관의 관리 운영, 보험 대리점 사업, 부동산 사업 등을 하고 있다.

## 이치바타 그룹
운수업
- 이치바타 전차
- 이치바타 버스
- 마쓰에 이치바타 교통
- 이즈모 이치바타 교통
- 오키 이치바타 교통

서비스업
- 이치하타 여행 서비스
- 호텔 이치바타
- 히라타 자동차 교습소
- 이치바타 파크 (마쓰에 포겔 파크 운영)

도매·소매업
- 이치바타 백화점 (2024년 1월 폐업)
- 이치바타 친구의 모임
- 이즈모 (관광센터 이즈모·아제리아·마츠에 호리카와 지역 맥주관 외)
- 카텍스 이치바타 (구 이치하타 자동차 정비)

건설사업
- 이치바타 공업
- 이치바타 주택

기타
- 이즈모 공항 터미널 빌딩 (지분법 적용 관련 회사)